# David Kaplan
Benjamin David Kaplan (nacido en 1933) es un filósofo y lógico que enseña en la Universidad de California en Los Ángeles. Su trabajo filosófico se centra en la lógica, la filosofía del lenguaje, la metafísica y la epistemología, pero es conocido principalmente por su trabajo sobre los demostrativos.

## Biografía
Kaplan recibió su doctorado en filosofía de la UCLA en 1964, donde fue el último estudiante de posgrado tutelado por Rudolf Carnap. Su tesis se tituló Los fundamentos de la lógica intensional. Su trabajo sigue el enfoque formal fuertemente asociado a la filosofía de la UCLA (representada por los matemáticos-lógicos-filósofos como Alonzo Church y Richard Montague).
Kaplan lleva muchos años enseñando un curso superior de filosofía del lenguaje, centrándose en el trabajo de Gottlob Frege, Bertrand Russell y Peter Frederick Strawson. Sus conferencias a menudo giran en torno a pasajes seleccionados del texto de Russell Sobre el denotar, y el texto de Frege Sobre sentido y referencia. Inventó un programa de aplicación lógico para educar a los estudiantes, logic 2010.

## Publicaciones
- «Quantifying In». Synthese XIX. 1968.
- Jaakko Hintikka et al., ed. (1973). «Bob and Carol and Ted and Alice». Approaches to Natural Language (Reidel).
- «How to Russell a Frege-Church». The Journal of Philosophy LXXII. 1975.
- «On the Logic of Demonstratives». Journal of Philosophical Logic VIII: 81-98. 1978.
- P. Cole, ed. (1978). «Dthat». Syntax and Semantics (Nueva York: Academic Press).
- L. Hahn, ed. (1986). «Opacity». The Philosophy of W. V. Quine (La Salle: Open Court).
- Almog et al., ed. (1989). «Demonstratives y Afterthoughts». Themes From Kaplan (Oxford University Press). ISBN 978-0195052176.
- «Words». The Aristotelian Society, Supplementary Volume LXIV. 1990.
- Walter Sinnott-Armstrong, Diana Raffman, Nicholas Asher, ed. (1995). «A Problem in Possible World Semantics». Modality, Morality, and Belief (Cambridge University Press).
- «Leyendo 'Sobre la denotación' en su centenario (Reading 'On Denoting' on its Centenary)». Mind 114: 934-1003. 2005.